# Владимирский (Иркутская область)
Влади́мирский (также Владимировский) — исчезнувший участок на территории Филипповского сельского поселения Зиминского района Иркутской области.

## История
Населённый пункт был основан в 1907 (по другим данным — в 1910) году Растягаевым Владимиром Филипповичем. От его имени и произошло название участка. Фамилия и отчество дали названия участкам Большерастягаевский и Филипповск. В 1920—1930-е годы входил в состав Иконниковского сельсовета Зиминского района. Согласно переписи 1926 года насчитывалось 59 хозяйств, проживало 334 человека (163 мужчины и 171 женщина), функционировала школа. На топографической карте Генштаба СССР 1984 года такого населённого пункта не указано, на его месте находится МТФ. На топографической карте Генштаба СССР 1985 года участок Владимирский отмечен как жилой. На карте начала 2000-х годов на его месте находится летник.